# Crowfoot (gletsjer)
Crowfoot is een gletsjer in het nationaal park Banff in de provincie Alberta in Canada, op 32 km ten noordwesten van Lake Louise. Crowfoot is te bezichtigen vanaf de Icefields Parkway en ligt op de noordoostelijke flank van de Crowfoot Mountain.
Crowfoot ligt ten oosten van de Continental Divide en levert zijn gletsjerijs aan de rivier Bow. De gletsjer is een stuk teruggetrokken sinds de kleine ijstijd en heeft nu een hele uitloper verloren. Hierdoor stemt de naam van de gletsjer niet langer overeen met de naam die hij oorspronkelijk had gekregen (crowfoot = kraaienpoot).
De gletsjer had een afmeting van 1,5 km² in de jaren tachtig van de 20e eeuw en maakte deel uit van een klein ijsveld van 5 km².